# Stanisław Bukowski (narciarz)
Stanisław Bukowski (ur. 3 stycznia 1923 w Zakopanem, zm. 19 stycznia 2002 w Kościelisku) – narciarz, trener, olimpijczyk z Sankt Moritz 1948 i Cortiny d’Ampezzo 1956.

Reprezentant zakopiańskich klubów: Wisły i Startu. Był mistrzem Polski w biegach narciarskich na:
- 18 km - 1951
- 30 km - 1952
- 50 km - 1953,1955,1958,1960
- sztafeta 4 x 10 km - 1948-1949,1952-1953,1955-1956

Zdobywał również 5-krotnie tytuł wicemistrza Polski w:
- biegu na 18 km (1953)
- biegu na 50 km (1954,1956)
- sztafecie 4 x 10 km (1951,1958).

Na igrzyskach olimpijskich w 1948 r. w Sankt Moritz wystartował w biegu na 18 km zajmując 70. miejsce oraz w sztafecie 4 x 10 km. w której Polacy zajęli 10. miejsce.

Na igrzyskach w roku 1956 w Cortinie d’Ampezzo wystartował tylko w biegu na 30 km w którym zajął 29. miejsce i w biegu na 50 km zajmując 13. miejsce.

Po zakończeniu kariery sportowej pracował jako trener.